# Игра слов (группа)
«Игра слов» — российская музыкальная группа. Стала известной после выпуска хит-сингла «Алина Кабаева» в 2005 году. Также их песня «Я тобою любуюсь» послужила озвучкой для сериала «Маргоша». 18 мая 2012 была представлена песня «Питер-Сочи»

## История
В состав группы входят Андрей «Кутила» Семашко, Стас Савенко (более известный как «Рублев») и Мила Ягудина.
Группа стала известной после выпуска хит-сингла «Алина Кабаева» в 2005 году. Так же их песня «Я тобою любуюсь» послужила озвучкой для сериала «Маргоша».
1 марта 2006 года группа «Игра Слов» выпустила свой первый альбом «Людям о людях». Коллектив начал активно гастролировать.
11 марта 2007 года «Игра Слов» выпустили второй альбом — «Любите женщин».
Летом 2007 года «Игра Слов» записала дуэт «Катерки» с диджеями Венгеровым и Фёдоровым. Сняли клип в поддержку проведения Олимпиады-2014 в Сочи с Машей Малиновской и Гошей Куценко в эпизодических ролях.
В 2011 году участница группы «Игра слов» Мила Ягудина решает стать диджеем.
В ближайшее время Мила будет известна своим поклонникам не только как солистка «Игры слов», но ещё и как DJ LYRICA.
Недавно состоялась презентация сольного проекта Милы как DJ LYRICA.
18 мая 2012 в ресторане «Royal Bar» Андрей Семашко, Стас Савенко и Мила Ягудина презентовали свою новую песню «Питер-Сочи».

## Дискография
- Людям о людях (2006)[2][3]
- Любите женщин (2007)[4][5]
- Каждый любит вSех (2009)

## Видеоклипы
- Алина Кабаева (2005)
- На банане (2006)
- Face control (2007)
- Катерки feat. Vengeroff & Fedorov (2007)
- Любовь на колесах (2007)
- Я тобою любуюсь (2008)
- Навстречу лету feat Подиум (2009)
- Люди влюбляются (2009)
- Бонжорно feat. Анфиса Чехова (2010)